# Chróścin-Zamek
Chróścin-Zamek – część wsi Chróścin w Polsce, położona w województwie łódzkim, w powiecie wieruszowskim, w gminie Bolesławiec.
W latach 1975–1998 miejscowość należała administracyjnie do województwa kaliskiego.
Rodzaj miejscowości został zmieniony 1.01.2022 r. z osada, na część wsi.
Na mapach spotyka się także oznaczenie – Posada. 
W miejscowości znajduje się pałac. Budowla w stylu neogotyckim powstała w II poł. XIX w. za sprawą rosyjskiego arystokraty Łopuchina. W XX w. istniały tutaj różne instytucje min. internat dla dzieci, obecnie mieści się w nim Dom Pomocy Społecznej „Chróścin-Zamek”. W jej pobliżu znajduje się niewielka cerkiew prawosławna. Całość położona pośród lasów, niedaleko koryta Prosny w dość dużym oddaleniu od zabudowań całej wsi. 

## Zabytki
Według rejestru zabytków Narodowego Instytutu Dziedzictwa na listę zabytków wpisane są obiekty:
- cerkiew prawosławna św. Jerzego – świątynia filialna parafii w Częstochowie, murowana, koniec XIX w., nr rej.: 510 z 5.06.1989
- pałac, tzw. „Zamek”, 4 ćw. XIX w., nr rej.: 477 z 23.04.1985, obecnie dom pomocy społecznej.